# Retifusus
Retifusus is een geslacht van weekdieren uit de klasse van de Gastropoda (slakken).

## Soorten
- Retifusus attenuatus (Golikov & Gulbin, 1977)
- Retifusus buccinoides (Dall, 1913)
- Retifusus daphnelloides (Okutani, 1964)
- Retifusus iturupus (Golikov & Sirenko, 1998)
- Retifusus jessoensis (Schrenck, 1863)
- Retifusus latericeus (Möller, 1842)
- Retifusus laticingulatus Golikov & Gulbin, 1977
- Retifusus latiplicatus Kosyan & Kantor, 2014
- Retifusus olivaceus (Bartsch, 1929)
- Retifusus parvus (Tiba, 1980)
- Retifusus roseus (Dall, 1877)
- Retifusus similis (Golikov & Gulbin, 1977)
- Retifusus toyamanus (Tiba, 1981)
- Retifusus virens (Dall, 1877)